# Den Gamle By

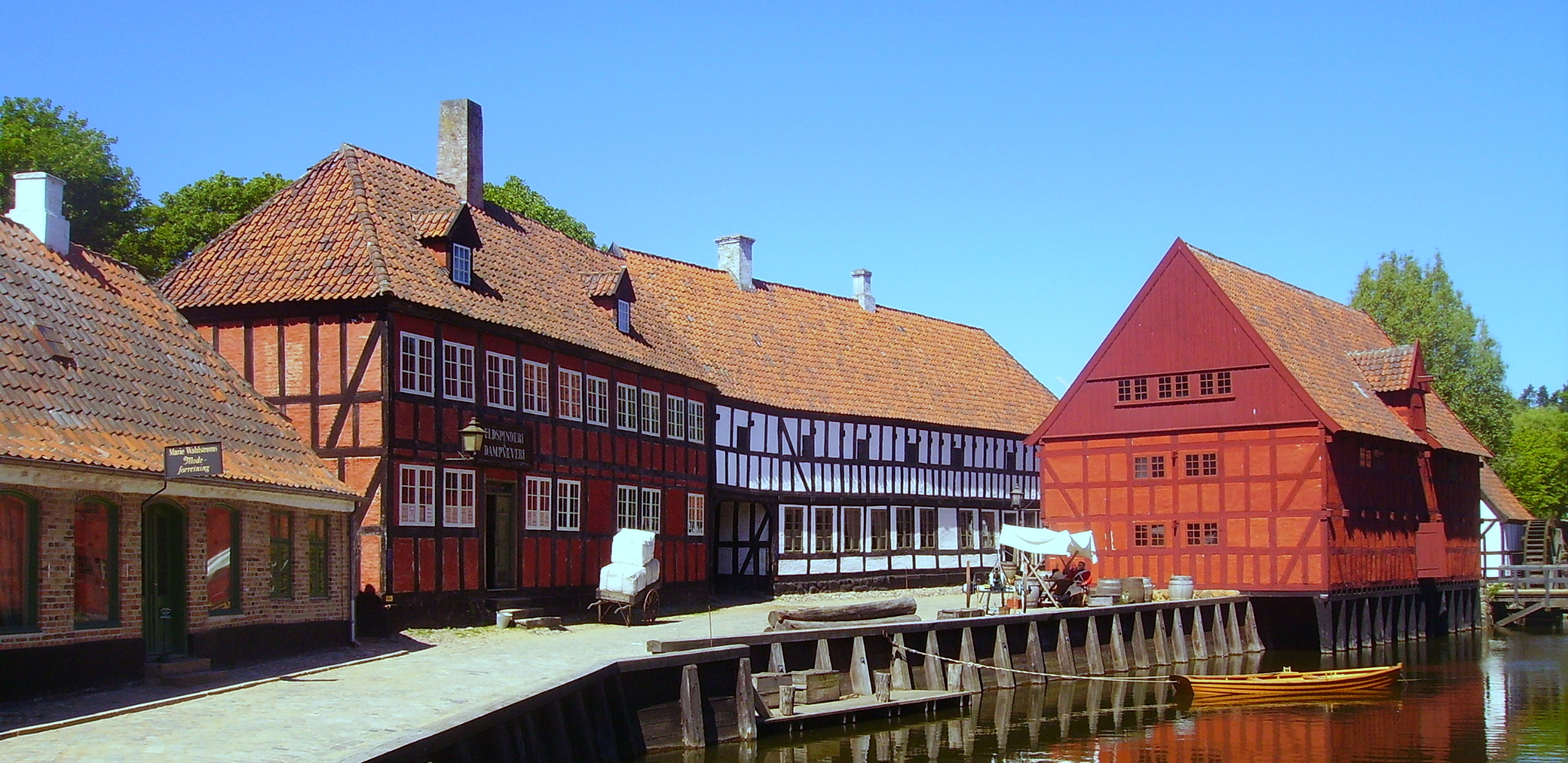
Den Gamle By

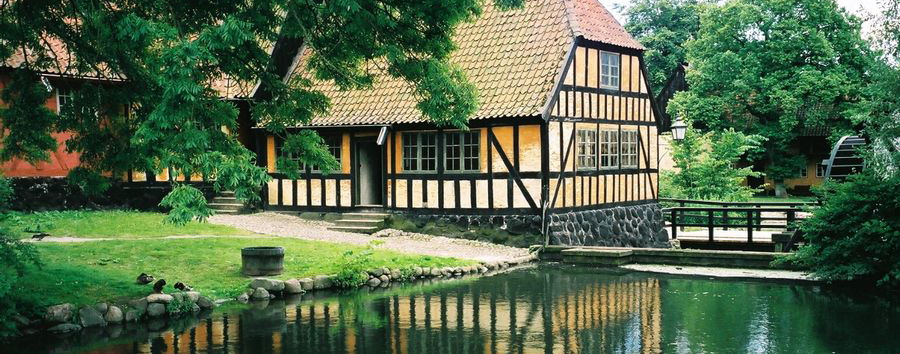
Haus am Wasser

Den Gamle By (Danmarks Købstadmuseum), deutsch „die alte Stadt“, ist ein Freilichtmuseum in Aarhus, Dänemark. Im Gegensatz zu den meisten Freilichtmuseen hat es nicht die ländliche, sondern die städtische Kultur und Geschichte zum Gegenstand. Als solches ist es das älteste seiner Art.

## Ursprung
Das Museum wurde 1909 gegründet und 1914 eröffnet, als Den gamle Borgmestergård westlich der Stadt wieder aufgebaut war. Dieser alte Kaufmannshof war kurz zuvor der Spitzhacke in der schnell wachsenden Stadt Aarhus zum Opfer gefallen, doch konnte das eindrucksvolle Fachwerk-Ensemble auf diese Weise gerettet werden. Damit war der Startschuss zur Rettung historischer Gebäude aus ganz Dänemark gegeben, die an ihren ursprünglichen Standorten einer „Kahlschlagsanierung“ weichen mussten. Die Idee, alte Gebäude dadurch zu erhalten, dass man sie abbaut und an anderer Stelle wieder aufbaut, war damals noch ungewöhnlich. Bestenfalls wurden historisch wichtige Gebäude an Ort und Stelle erhalten.

## Stadt in der Stadt

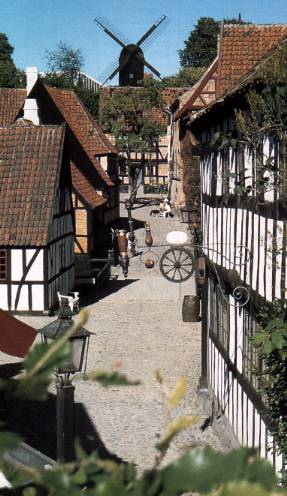
Straßenzug im Museum

Das Museum wurde in der Form einer mittelalterlichen Kleinstadt entlang der Au errichtet. Durch dieses Konzept hat der Besucher den Eindruck, dass er sich wirklich in einer alten Stadt befinde. Diese Illusion wird inzwischen durch ein 1999/2000 in unmittelbarer Nachbarschaft errichtetes Bürohochhaus empfindlich gestört, zumal sich dieses genau in der Fluchtlinie entlang der Au erhebt. Den Mittelpunkt bildet der Marktplatz, an dem vor wenigen Jahren die Alte Münze (Møntmestergården) aus Kopenhagen (17. Jahrhundert) wieder aufgebaut wurde. Dieses Gebäude stand ursprünglich dort in der Borgergade, wurde bei Sanierungsarbeiten um 1940 abgebaut und über 50 Jahre zwischengelagert. Zwischen 1998 und 2000 wurde das einzige noch existierende Kopenhagener Fachwerkhaus wieder aufgebaut. Heute befinden sich nicht weniger als 75 historische Gebäude des 17. bis 19. Jahrhunderts (sowie einzelne wichtige Kleinbauten des 20. Jahrhunderts) in Den Gamle By. Diese stammen aus vielen Städten Dänemarks, wobei die im 20. Jahrhundert schnell gewachsenen jütischen Großstädte Aarhus und Aalborg am stärksten vertreten sind.
Einen Blick auf die Rückseite der Häuserreihe an der Toldbodgade und weiter nordwestlich gelegene Häuser sowie die dort liegenden Gärten bietet am südwestlichen Rand der Museumsanlage ein Gang entlang dem Havestien (Gartenweg).

## Ausstellungen
Viele der Häuser haben besondere Funktionen, und fast alle stehen offen. Dabei wird nicht nur historische Wohnkultur gezeigt. Es finden sich auch Ausstellungen über alte Uhren, Trachten, Textilien, Silberschmiedewaren, Spielzeug und Fayencen. Auch altes Handwerk und frühere Wirtschaftsformen werden gezeigt, zum Beispiel das Brauen von Bier, oder Brennen von Branntwein. Ebenso kann man zum Beispiel eine alte Druckerei sehen. Auch historische Institutionen wurden eingerichtet, so etwa ein Postkontor des 19. Jahrhunderts in einem Kaufmannshaus aus Apenrade.
Eine feste Weihnachtsausstellung zeigt die Entwicklung der Weihnacht von der Renaissance im Bürgermeisterhof 1625 bis zum Fest in der Zwischenkriegszeit 1929.

## Theater und Film
Das 1961 wieder errichtete Helsingør Theater wird sowohl in seiner ursprünglichen Funktion als auch für Seminare und Vorträge genutzt. Darüber hinaus arbeitet das Museum im Center for Byhistorie (Forschungszentrum für Stadtgeschichte) eng mit dem Historischen Seminar der Universität Århus zusammen.
1977 diente das Museumsdorf als Kulisse für die Verfilmung von Astrid Lindgrens Roman Die Brüder Löwenherz.